# Domenico Agostini
Domenico Agostini (ur. 31 maja 1825 w Treviso, zm. 31 grudnia 1891 w Wenecji) – włoski duchowny katolicki, kardynał, patriarcha Wenecji.

## Życiorys
Święcenia kapłańskie przyjął 26 stycznia 1851 w Wenecji. 27 października 1871 został wybrany biskupem Chioggii. 17 grudnia 1871 w tym samym mieście otrzymał sakrę z rąk kardynała Giuseppe Luigi Trevisanato. 22 czerwca 1877 objął stolicę patriarchalną Wenecji, na której pozostał do śmierci. 27 marca 1882 Leon XIII wyniósł go do godności kardynalskiej z tytułem prezbitera Sant’Eusebio, a 7 czerwca 1886 z tytułem Santa Maria della Pace.